# Stanisław Lesser
Stanisław Lesser (ur. 11 listopada 1817 w Warszawie, zm. 23 marca 1890 tamże) – polski bankier, przedsiębiorca i urzędnik konsularny szeregu państw w Warszawie żydowskiego pochodzenia.

## Życiorys

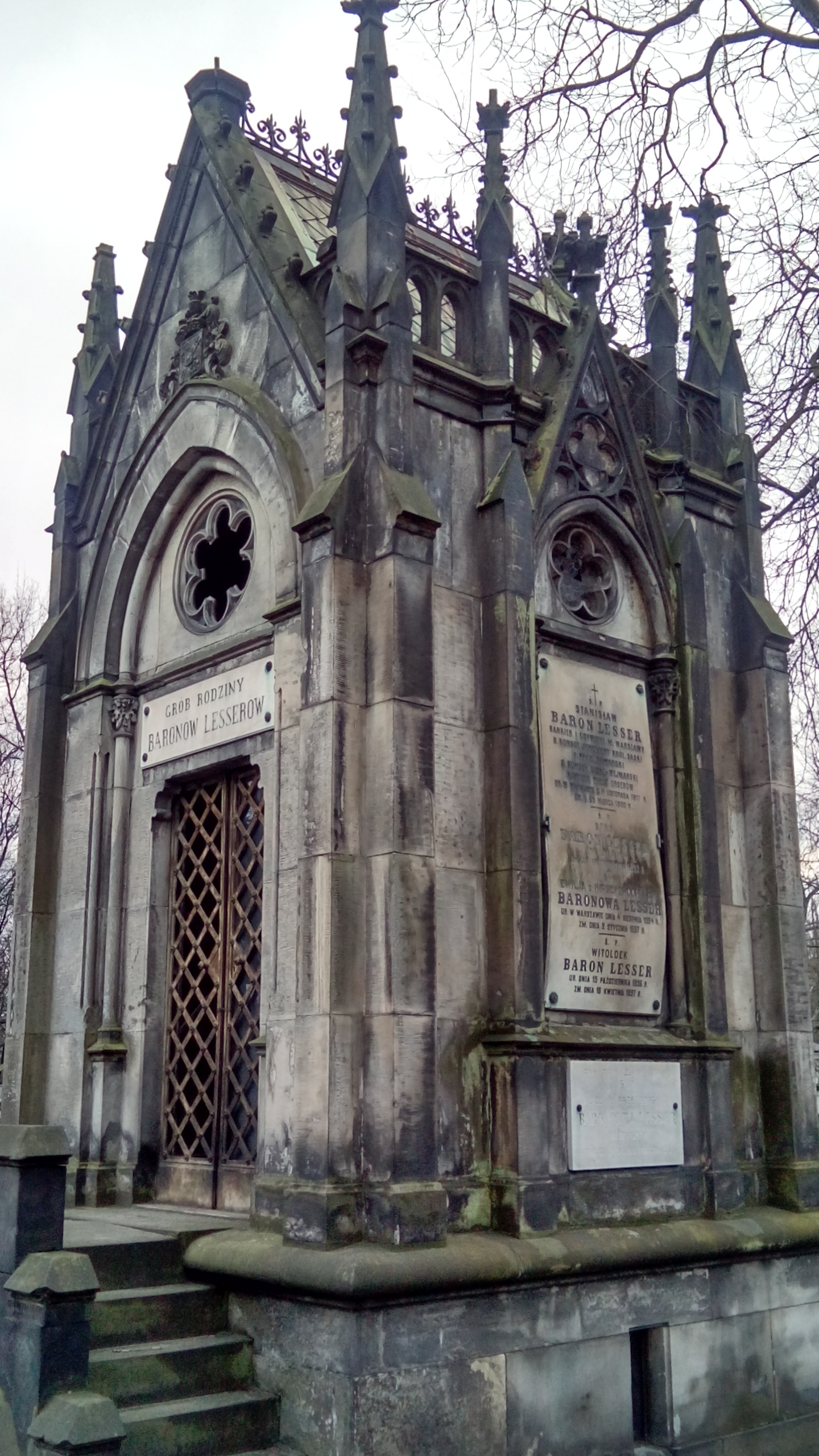
Kaplica grobowa Stanisława Lessera na cmentarzu Powązkowskim

Urodził się jako syn kupca Lewiego Lessera i Róży Loewenstein (1790-1840). Założył dom bankowy pod firmą Stanisław Lesser. Był jednym z założycieli cukrowni Elżbietów w Sokołowie Podlaskim. W latach 1865–1873 był starszym Giełdy Warszawskiej, zaś w latach 1879-1888 członkiem jej komitetu. W latach 1856–1860 był radcą handlowym Banku Polskiego.
Sprawował funkcję konsula peruwiańskiego, konsula generalnego saksońskiego, sasko-weimarskiego i bawarskiego. Był odznaczony Orderem Alberta Saskiego. Otrzymał szlachectwo i tytuł hrabiowski w Księstwie Sachsen-Meiningen und Hildburghausen.
Był żonaty z Emilią Hirschendorff (1824-1897), z którą miał dziewięcioro dzieci: Władysława Leona (1846-1925, chemika), Kazimierza Aleksandra (1847-1919, doktora filozofii i chemii, wykładowcę w Akademii Rolniczej Greifswald-Eldena), Emila Stanisława (1848-1912, architekta), Jana Konstantego (1850-1930, bankiera), Bronisława Lucjana (1852-1922, inżyniera), Wiktora Stanisława Zygmunta (ur. 1853, konsula portugalskiego), Stanisława Maurycego Konstantego (1855-1929, muzyka, profesora), Lucjana Ksawerego (ur. 1858) i Emilię Marię (1865-1925).
Został pochowany na cmentarzu Powązkowskim (kwatera 25-3-2)